# تربگاشت
تربگاشت (به آلمانی: Trebgast) یک شهر در آلمان است که در کولمباخ واقع شده‌است. تربگاشت ۱٬۶۶۹ نفر جمعیت دارد.